# Роберт Модслі
Роберт Джон Модслі (англ. Robert John Maudsley; нар. 26 червня 1953) — англійський серійний вбивця, який вбив чотирьох людей, зокрема одне вбивство вчинив в психіатричній лікарні, а ще двох вбив у в'язниці. Стверджувалось, що він з'їв частину мозку одного з чоловіків, яких він убив у в'язниці, за що отримав прізвисько «Ганібал-Канібал» у британській пресі та «Пожирач мізків» серед ув'язнених. Твердження не відповідає дійсності, згідно з висновками судмедексперта. Британський в'язень, який найдовше пробув в одиночній камері.

## Ранні роки
Народився четвертим з 12 дітей у Спіку, Ліверпуль. Ранні роки провів у католицькій школі-інтернаті в Кросбі разом з трьома старшими суродженцями. У вісім років разом їх повернули батькам. Батько регулярно бив Роберта, і соціальні служби вилучили його сім'ї. Згодом Модслі заявив, що в дитинстві його зґвалтував батько, що залишило глибокі психологічні сліди.
У 1960-х роках займався проституцією у Лондоні, заробляючи на наркотики. Після кількох спроб самогубств звернувся за психіатричною допомогою. Лікарям сказав, що чує голоси, які говорять йому вбити своїх батьків. За його словами: «Якби я вбив своїх батьків, ніхто з цих людей не загинув би».

## Вбивства
1974 року забив Джона Фаррелла в Вуд-Грін, Лондон. Фаррел найняв Модслі для сексу та показав йому фотографії дітей над якими сексуально знущався. Модслі сам здався поліції, заявивши, що йому потрібна психіатрична допомога. Його визнали нездатним постати перед судом і відправили до лікарні Бродмур.
1977 року разом з іншим пацієнтом, Девідом Чізманом, який відбував покарання за замах на вбивство, замкнулися в камері з третім пацієнтом, Девідом Френсісом, засудженим розбещувачем дітей. У вересні 1976 року Модслі разом з Френсісом тримав у заручниках іншого в'язня, Філіпа Монка. Вважається, що вони мстилися за «гомосексуальний напад» на одного з друзів обох чоловіків. Чізмен сказав поліції, що убив Френсіса, щоб покинути Бродмур і потрапити у в'язницю, погрожуючи вбити знову, якщо його не переведуть. Чоловіки катували Френсіса до смерті протягом дев'яти годин, причиною смерті було удушення петлею. Тіло жертви були вкрито синцями від ударів. Модслі та Чізмен організували вбивство за три дні до цього, перемістивши меблі, щоб полегшити встановлення барикад. Модслі визнали винним у ненавмисному вбивстві та відправили у в'язницю Вейкфілд. Йому не сподобалось переведення, і він дав зрозуміти, що хоче повернутися в Бродмур.
1978 року вбив двох співв'язнів у Вейкфілді за один день, маючи намір убити сімох. Першою жертвою став Солні Дарвуд, ув'язнений за вбивство дружини. У той період Дарвуд давав Модслі уроки французької мови. Модслі запросив Дарвуда до своєї камери, де вдарив його ножем і сховав тіло під ліжком. Потім спробував заманити інших ув'язнених до своєї камери, але всі відмовилися.
Модслі почав ходити по крилу в пошуках наступної жертви, загнавши в кут і зарізав до смерті в'язня Вільяма Робертса, який лежав у своєму ліжку. Модслі ніколи не зустрічався з Робертсом до його вбивства. Він прорубав йому череп саморобним кинджалом, а потім кілька разів вдарив головою об стіну. Модслі спокійно зайшов поклав кинджал на стіл і сказав офіцеру, що наступний переклик буде на два імені коротшим.
Стверджує, що його жертви були ґвалтівниками, педофілами або сексуальними злочинцями, і для них він є загрозою.

## Жертви
- Джон Фаррелл, 30 років, 14 березня 1974 року. Фаррелл показав Модслі фотографії дітей, яких він розбещував[3].
- Девід Френсіс, 26 років, 26 лютого 1977 року. Розбещувач дітей, засуджений до Бродмура[3].
- Салні Дарвуд, 46 років, 29 липня 1978 року. Ув'язнений за сексуальне насильство[11] і вбивство своєї дружини[3].
- Вільям Робертс, 56 років, 29 липня 1978 року. Засуджений за спробу задушити чотирирічну дівчинку з метою її зґвалтування[13].

## Одиночна камера
1983 року визнаний занадто небезпечним. Адміністрація в'язниці побудувала двокамерний блок у підвалі в'язниці Вейкфілд. Через схильність до насильства, за межами камери його супроводжують щонайменше чотири тюремні офіцери.
У березні 2000 року просив пом'якшити умови його одиночного ув'язнення або дозволити йому вчинити самогубство за допомогою ціанідної капсули. Попросив домашнього папужку хвилястого, але отримав відмову.
2003 року переведений до Центру закритого нагляду в'язниці Вейкфілд, який був побудований для розміщення найнебезпечніших ув'язнених Британії. Залишає камеру на одну годину щодня, щоб займатися спортом.
2025 року оголосив голодування після того, як тюремні охоронці конфіскували у нього ігрову приставку, книги та музичну систему.